# Rosa Taikon
Rosa Taikon, švedska romska srebrarka in igralka, * 30. julij 1926, † 1. junij 2017.
Rosa Taikon je bila švedska romska srebrarka in igralka iz kaste Kalderash. Bila je sestra pisateljice in aktivistke Katarine Taikon.
Njen srebrni nakit je bil razstavljen v številnih galerijah in muzejih, kot sta Nacionalni muzej likovnih umetnosti  in Muzej Röhsska.

## Nagrade in priznanja
Leta 2010 je prejela medaljo Illis quorum.
Leta 2013 je prejela nagrado Olof Palme za njeno vseživljenjsko zavzemanje za človekove pravice.

## Filmografija
- 1953 – Marianne
- 1950 – Motorni kavalirji
- 1950 – Kyssen på kryssen
- 1949 – Smeder på luffen